# Aristarchos ze Samu
Aristarchos ze Samu (řecky Ἀρίσταρχος ὁ Σάμιος, Aristarkhos ho Samios, asi 310 – 230 př. n. l.) byl řecký matematik a astronom, tvůrce heliocentrického modelu vesmíru. Je po něm pojmenován kráter Aristarchus na Měsíci.

## Životopis
O životě Aristarcha nemáme téměř žádné údaje, neboť žil ve 3. stol. př. n. l. Narodil se na ostrově Samos u pobřeží Malé Asie. Tato oblast byla skutečnou „líhní géniů“. Pocházeli odtud první řečtí filozofové, kteří přestali věřit starým mýtům a pokusili se objasnit, jak vesmír doopravdy vypadá a funguje. Na Samu se narodil i slavný Pythagoras. Jeho následovníci byli skutečnými zakladateli vědeckých úvah o naší planetární soustavě. Jako první si uvědomili, že nelze pouhým pohledem jednoznačně rozhodnout, které těleso se pohybuje a které zůstává v klidu.
Jako každý učenec své doby byl Řek a působil v Alexandrii, která se za vlády Ptolemaiovců stala hlavním centrem antické vědy a vzdělanosti. Téměř všechny jeho spisy byly později ztraceny nebo zničeny. Jeho teorie proto známe jen z knih jiných autorů, kteří se o něm zmiňují.

## Dílo
Dochoval se jen malý spis O velikosti a vzdálenosti Slunce a Měsíce, který položil první základy pokusům o geometrické změření vzdáleností mezi uvedenými tělesy a naší planetou. Podle spisovatelů byl také vynálezcem mnohých složitých strojů a také komplexnějších slunečních hodin a zavedl pojem velký rok (annus magnus), který se rovnal 2484 rokům.
Je mu také připisováno sestrojení pomůcky skafé (kamenné sluneční hodiny s číselníkem na vnitřní straně duté polokoule a vertikálním ukazatelem s vrcholem uprostřed).
Aristarchos také studoval filosofii, zabýval se peripatetickou filosofií, která rozvíjela a bránila Aristotelovy myšlenky.

## Aristarchův heliocentrismus
Nejvíce proslul jako zakladatel heliocentrického modelu. Ze svých pozorování došel k závěru, že Slunce je mnohem větší než Země, a usoudil, že malý objekt by měl obíhat kolem velkého, spíše než opačně. Jako první došel k tomu, že ve středu soustavy leží nehybné Slunce a Země a planety kolem něj obíhají. Země oběhne kolem Slunce jednou za rok a jednou za den se otočí kolem své osy. V té době bylo známo pět planet, které se na nebeské sféře pohybovaly nerovnoměrně a někdy se dokonce zastavovaly a několik dní „couvaly“. Astronomové jako Eudoxos se snažili rozluštit tento mechanismus soustavou sfér se středem v Zemi, které se vůči sobě točili různými směry a rychlostmi a složením jejich pohybů vznikal pohyb každé jedné planety. Heliocentrický model umožňoval pohyby planet vysvětlit pomocí jednoduchých kruhových drah těles sluneční soustavy.
Z velikosti zemského stínu na Měsíci při zatmění vyvodil, že Slunce musí být mnohem větší než Země. A poprvé se také pokusil měřením zjistit, jaký je vzájemný poměr velikostí Země, Měsíce a Slunce. K zjištění poměru velikosti Slunce a Měsíce ho napadlo využít měsíční čtvrť, kdy Slunce svítí na měsíc z úhlu 90° a tedy soustava Země-Slunce-Měsíc tvoří pravoúhlý trojúhelník. Změřil úhel mezi Sluncem a Měsícem a z něho spočítal, že vzdálenost ke Slunci je 19krát větší (ve skutečnosti 395krát) než vzdálenost k Měsíci a tedy i velikost Slunce musí být na základě podobnosti trojúhelníků tolikrát větší, protože na obloze je jeho úhlová velikost podobná jako úhlová velikost Měsíce. 

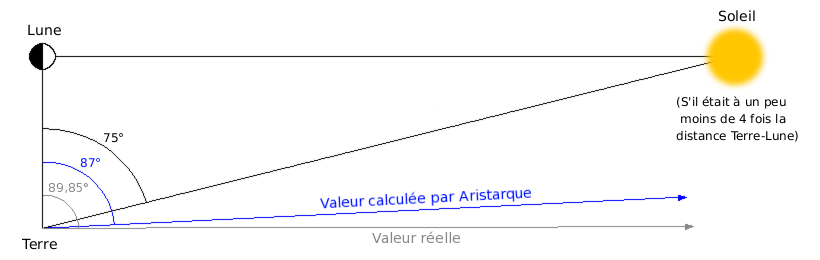
Schéma měření úhlu mezi Měsícem a Sluncem. Aristarchos naměřil úhel 87° (modře), správná hodnota je 89,85° (šedě).

To jsou sice o řád nepřesná čísla, protože Aristarchos neuměl přesně stanovit dobu měsíčních fází, ale metoda, kterou použil, byla správná. Přesnější měření bylo provedeno až v 17. století. Pomocí měření velikosti zemského stínu při zatmění Měsíce došel k závěru že Měsíc je asi třikrát menší (ve skutečnosti 0,273), tedy hodnota přibližně odpovídající realitě. Slunce tedy mělo být skoro sedmkrát větší než Země (ve skutečnosti 109krát). Měřením absolutní velikosti Země se pak úspěšně zabýval jeho mladší současník Eratosthenés. 

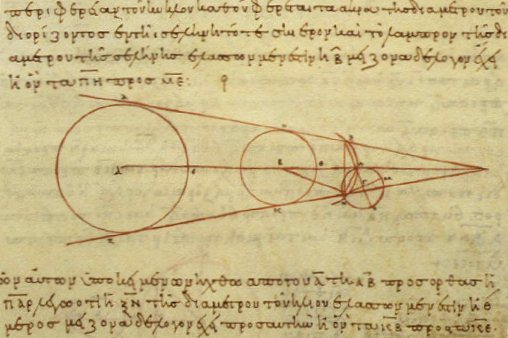
Projekce zemského stínu na Měsíc dle Aristarcha v řeckém rukopisu z 10. století

Navíc Aristarchos prohlásil, že vesmír je nekonečný a hvězdy jsou jiná Slunce.
Je rozšířeným omylem, že heliocentrismus byl Aristarchovými současníky považován za svatokrádežný. Historik vědy Lucio Russo počátky toho omylu spojuje  vydáním Plútarchova spisu O zdánlivé tváři na Měsici, Gillese Ménageho v 17. století. V originálním díle Aristarchos žertuje s Kleanthem, který je hlavou stoiků, uctívačem Slunce a odpůrcem heliocentrismu a tvrdí že by měl být obviněn z bezbožnosti. Ménageova verze, vydaná krátce po procesech s Galileem a Giordanem Brunem, zaměnila 4. pád (akuzativ) s 1. pádem (nominativ), takže je v ní Aristarchos, ten kdo je obviňován z bezbožnosti. Výsledná mylná představa o izolovaném a pronásledovaném Aristarchovi se zachovala.
Trvalo pak více než 17 staletí, než polský astronom Mikuláš Koperník (1473–1543) myšlenku Aristarcha ze Samu znovuobjevil a dal Řekovi za pravdu. Proto bývá někdy Aristarchos zván starověkým Koperníkem.

## Paměť
Je po něm pojmenováno:
- impaktní kráter Aristarchus na přivrácené straně Měsíce
- asteroid Aristarchus (3999)
- letiště na jeho rodném ostrově Samos